# Gencianals
Les gencianals (Gentianales), són un ordre de plantes angiospermes. L'actual sistema APG IV de classificació de les angiospermes situa aquest ordre dins del clade de les làmides, un subclade de les astèrides  i inclou cinc famílies amb més de 1.000 gèneres i més de 20.000 espècies. La seva distribució és cosmopolita, hi ha espècies d'aquest ordre en diferents biomes, des dels de clima polar fins als de clima tropical, passant pels de clima temperat o els d'alta muntanya.

## Descripció
Les fulles són simples, disposades de manera oposada, de marge enter, habitualment amb estípules entre els pecíols i sovint amb presència de col·lèters. Les flors són actinomorfes, amb els sèpals del calze fusionats a la base i la corol·la tubular i convoluta (enrotllada) a la poncella, amb el mateix nombre d'estams, pètals i sèpals. Al gineceu l'ovari és ínfer.

## Taxonomia
Aquest ordre va ser descrit per primer cop l'any 1820 a l'obra O přirozenosti Rostlin : obsahugjej gednánj o žiwobytj rostlin pro sebe a z ohledu giných žiwoků, podlé stawu nyněgss ylo znanj, pýtwn rostlin : názwoslowj audů, hospodářstwj gegich, rozssjřenj po semi a způsob rostlinář zřjditi a zacowati pels botànics Friedrich von Berchtold (1781 – 1876) i Jan Svatopluk Presl (1791 – 1849).

### Famílies
A la classificació del vigent sistema APG IV (2016), dins de l'ordre de les gencianals s'inclouen les següents cinc famílies:
- Apocynaceae Juss. (1789) - Apocinàcies
- Gelsemiaceae Struwe & V.A.Albert (1995) - Gelsemiàcies
- Gentianaceae Juss. (1789) - Gencianàcies
- Loganiaceae R.Br. ex Mart. (1827) - Loganiàcies
- Rubiaceae Juss. (1789) - Rubiàcies

### Sinònims
Els següents noms científics són sinònims de Gentianales:
- Apocynales Bercht. & J.Presl
- Asclepiadales Bercht. & J.Presl
- Chironiales Griseb.
- Cinchonales Lindl.
- Galiales Bromhead
- Loganiales Lindl.
- Lygodisodeales Mart.
- Rubiales Bercht. & J.Presl
- Strychnales Link
- Theligonales Nakai
- Vincales Horan.

## Espècies
La família de les rubiàcies és, amb molta diferència, la que compta amb més espècies, més de 13.000 agrupades en 608 gèneres. Més del 65% de les espècies de l'ordre de les gencianals són de la família de les rubiàcies, se'n pot destacar el gènere Coffea que agrupa les espècies de cafè, de gran importància econòmica, dins del gènere cincona trobem les espècies Cinchona officinalis i Cinchona calisaya de les que se n'obté la quinina, el gènere Rubia amb espècies utilitzades com a font de pingments com la rogeta (Rubia peregrina) o la roja (Rubia tinctorum) i dins dels gèneres Gardenia i Bouvardia hi ha espècies utilitzades com a ornamentals.
La família de les apocinàcies compta amb més de 4.000 espècies distribuides en 369 gèneres. Hi ha moltes espècies d'aquesta família que són utilitzades com a ornamentals, a destacar el baladre (Nerium olenader) i dins el gènere Vinca el blavet (Vinca difformis), l'herba donzella (Vinca major), i la donzella (Vinca minor). Dins d'aquesta família també hi ha espècies medicinals com la Rauvolfia serpentina (font de reserpina) o Strophanthus sarmentosus (font de cortisona).
Dins la família de les gencianàcies hi ha més de 1.700 espècies agrupades en 103 gèneres. Entre les espècies d'aquesta família n'hi ha que són cultivades amb finalitats ornamentals i també n'hi ha d'altres que són apreciades per les seves propiestats medicinals. Del gènere Genciana es poden citar algunes espècies presents a Catalunya com ara la Gentiana acaulis (campanetes), la Gentiana lutea (genciana groga), la Gentiana burseri (gençana), la Gentiana pyrenaica (gençana pirinenca) o la Gentiana nivalis (genciana nival). A l'arrel de la genciana groga se li atribueixen moltes propietats medicinals, cosa que gairebé ha provocat la seva desaparició d'algunes zones com el Montseny, on hi havia estat abundant i ara és molt difícil de trobar. Dins del gènere Centaurium també hi ha plantes amb propietats medicinals, es pot citar l'herba de Santa Margarida (Centaurium erythraea). Les dues espècies del gènere Eustoma són cultivades a Amèrica com a planta ornamental tallada.
A la família de les loganiàcies hi ha més de 400 espècies agrupades en 16 gèneres. Dins d'aquesta família, present especialment a les zones tropicals, hi ha espècies que s'aprofiten per la seva fusta com l'abura (Mitragyna stipulosa), d'altres són verinoses com algunes espècies del gènere Strychnos (per exemple l'arbre de la nou vòmica, Strychnos nux-vomica), alguna és comestible com Strychnos spinosa i d'altres s'utilitzen com a ornamentals com en el cas de Spigelia marilandica i de la budleia (Buddleja davidii).
La família de les gelsemiàcies està formada per només 14 espècies distribuides en 3 gèneres. D'aquestes 14 espècies, 10 pertanyen al gènere Mostuea, el gènere Gelsemium compta amb 3 espècies reconegudes mentre que al gènere Pteleocarpa només n'hi ha una. Es pot citar el gelsemi (Gelsemium sempervirens) que presenta propietats medicinals.

## Història taxonòmica
L'ordre de les gencianals ha estat reconegut des de molt antic, però la seva circumscripció ha anat canviant al llarg del temps.

### Sistema Cronquist
A un sistema de classificació antic clàssic, com ara el Cronquist (1980), tenia una circumscripció de sis famílies:
- Loganiaceae
- Retziaceae, avui dia fa part de les Stilbaceae
- Gentianaceae
- Saccifoliaceae, avui dia fa part de les Gentianaceae
- Apocynaceae
- Asclepiadaceae, avui dia fa part de les Apocynaceae

Le família de les Gelsemiaceae no era reconeguda, els seus membres eren dins les Loganiaceae. La gran diferència era que les Rubiaceae eren dins els seu propi ordre, el de les Rubiales, que també contenia la família monotípica de les Theligonaceae, avui dia formant part de les Rubiaceae.

### Sistema Takhtadjan
Al Sistema Takhtadjan (1997) l'ordre de les gencianals era format per nou famílies:
- Gelsemiaceae
- Loganiaceae,
- Strychnaceae, avui dia fa part de les Loganiaceae
- Antoniaceae, avui dia fa part de les Loganiaceae
- Spigeliaceae, avui dia fa part de les Loganiaceae
- Gentianaceae
- Saccifoliaceae, avui dia fa part de les Gentianaceae
- Geniostomaceae, avui dia fa part de les Loganiaceae
- Plocospermataceae avui dia fa part de l'ordre de les lamials

Les Apocynaceae i Rubiaceae tenien sengles ordres propis, l'ordre monotípic de les Apocynales' i el de les Rubiales, que contenia quatre famílies:
- Dialypetalanthaceae, avui dia fa part de les Rubiaceae
- Rubiaceae
- Theligonaceae, avui dia fa part de les Rubiaceae
- Carlemanniaceae , avui dia fa part de l'ordre de les lamials

### Sistema APG
La primera versió del sistema de classificació APG (1998) va reconèixer l'ordre de les gencianals amb les mateixes cinc famílies actuals. A la segona versió, APG II (2003), es van mantenir les cinc famílies, però hi va haver alguns canvis de circumscipció a nivell de gèneres. Ni a la tercera versió, APG III (2009), ni a la quarta, APG IV (2016), hi va haver canvis.